# Ancón Staszek
El ancón Staszek (inglés; en polaco: Zatoka Staszka) es una bahía en la costa occidental de la bahía Almirantazgo de la isla Rey Jorge en el archipiélago de las islas Shetland del Sur. Se encuentra frente a la desembocadura del lóbulo norte del glaciar Baranovski.
Científicos polacos lo nombraron así en 1980 en honor al glaciólogo polaco Stanisław Baranowski (1935-1978), que murió el 27 de agosto de 1978 como consecuencia de una intoxicación por gas sufrida ocho meses antes en la base Henryk Arctowski.